# クラーク・コナーズ
クラーク・コナーズ（英語: Clark Connors、1993年10月6日 - ）は、アメリカ合衆国の男性プロレスラー。ワシントン州キング郡スノークォルミー出身。新日本プロレス所属。

## 来歴
12歳の頃に見始めたプロレスに魅了され、ショーン・マイケルズ、ボビー・ラシュリー、クリス・ジェリコ、獣神サンダー・ライガー等に憧れていた。いつしか自らもプロレスラーになることを志し、ランス・ストームの下で3カ月間のトレーニングに励み、2017年4月15日、プレステージ・チャンピオンシップ・レスリング（英語: Prestige Championship Wrestling）のダーク・マッチにてニック・ドーソンを相手にデビューした。
2018年、新日本プロレスLA道場に入門し、ヘッドコーチを務める柴田勝頼よりキャプテンに任命された。9月30日、ロングビーチで開催されたFIGHTING SPIRIT UNLEASHEDのダーク・マッチに出場し、同期のアレックス・コグリンと対戦し勝利した。2019年7月にカール・フレドリックスと共に初来日を果たし、SUPER J-CUP 2019、ヤングライオン杯争奪リーグ戦、SUPER Jr. TAG TOURNAMENT（パートナーはTJP）といった大会に出場し経験を積んだ。
2020年8月より新日本プロレスワールドの新たなコンテンツとして開始したNJPW STRONGに参戦。9月には同番組内で開催された新鋭トーナメント、LION'S BREAK CROWNにて決勝戦でダニー・ライムライトを下して優勝した。2021年に入ると、NEW JAPAN CUP USA 2021に出場するなど着実にステップアップを図っていき、5月1日に行われた試合後のコメントでヤングライオン卒業を宣言、同時に実況アナウンサーのケビン・ケリーによって形容されたワイルド・ライノという新たなニックネームを名乗ることを発表した。その後、若手時代より頻繁にタッグを組んでいた旧LA道場の先輩にあたるTJPと共に、新旧LA道場コンビとしてTAG TEAM TURBULENCEに出場するなど活動していたが、10月16日に配信された大会で突如としてTJPによって裏切りに遭いタッグ解消、ウィル・オスプレイを擁するUNITED EMPIREに加入したTJPと抗争を開始する。
2022年、BEST OF THE SUPER Jr.に初出場。4勝5敗と負け越したが、田口隆祐や金丸義信といった試合巧者から勝利を収めた。更に、6月26日（米国時間）に行われたAEWとの合同興行では、AEWオールアトランティックチャンピオンシップの初代王者決定戦4WAYマッチに出場。タイトル奪取とはならなかったが存在感を見せた。

## 得意技
NO CHASER
正面から左腕を捕らえながら相手の頭部を左脇下に抱え込み、右手でタイツを掴んで担ぎ上げ、垂直落下で後頭部からマットに突き刺す腕取り式のブラディ・サンデー。BULLET CLUB加入後のフィニッシャー。
トロフィーキル
抱え式バックドロップの体勢で相手の左腿を左手で抱え、右手で相手のタイツを順手で掴みながら高々と持ち上げて後方へマットに叩きつける技。BULLET CLUB加入以前のフィニッシャー。
ジープ・フリップ
ロープに飛び込んだ相手の方向に対して垂直方向のロープに飛んで、直交する瞬間に相手を側面からショルダー・タックルで吹き飛ばす荒技。モンティ・ブラウンが使用するパウンスと同型。
スピアー
パワースラム

## タイトル歴
新日本プロレス
- IWGPジュニアタッグ王座 : 2回（第73代、75代）（パートナーはドリラ・モロニー）
- LION'S BREAK CROWN 優勝 : 1回（2020年）

DEFY Wrestling
- DEFY世界王座 : 1回（第11代）

## 入場テーマ曲
- Clark's Theme / Karl Fredericks[13]
- 100 Proof / [Q]Brick